# Joachim Fernau
Joachim Fernau (* 11. September 1909 in Bromberg; † 24. November 1988 in Florenz) war ein deutscher Journalist, Kriegsberichterstatter der Waffen-SS, Bestseller-Autor und Kunstsammler. Ein Teil seiner Werke erschien unter dem Pseudonym John Forster.

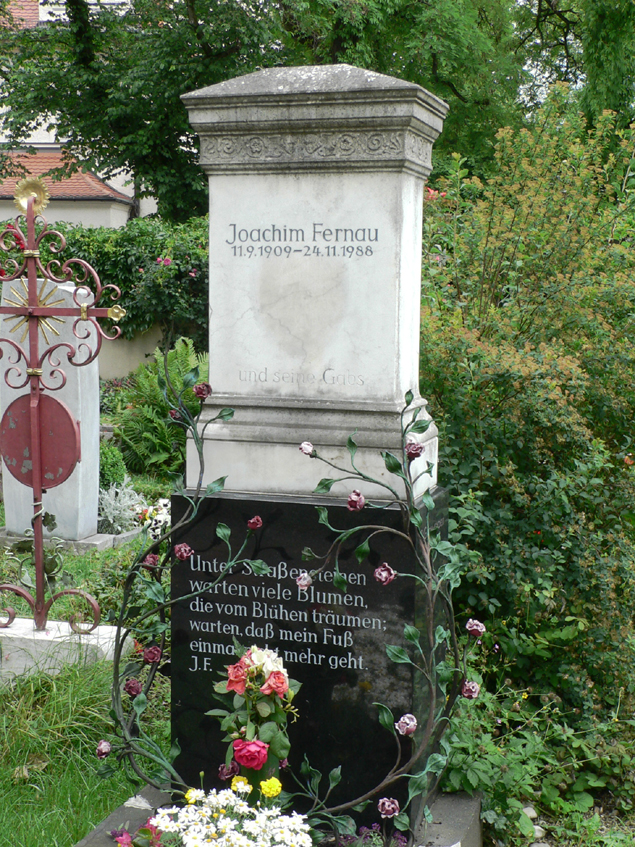
Joachim Fernaus Grab auf dem Bogenhausener Friedhof in München (2007)

## Leben und Tätigkeiten
Fernaus Vater war Beamter in Bromberg in der Provinz Posen. Die Familie zog 1919 nach Worms und 1920 nach Schlesien. Nach dem Abitur im Jahr 1929 am evangelischen Humanistischen Gymnasium in Hirschberg studierte Fernau an der Friedrich-Wilhelms-Universität in Berlin Philosophie und Geschichte, ohne ein Examen abzulegen. Er arbeitete in Berlin als auf Sportreportagen spezialisierter freier Journalist vor allem für den Ullstein Verlag und für die Telegraphen-Union. In Berlin lernte er Gabriele Kerschensteiner kennen, Enkelin des Pädagogen Georg Kerschensteiner, die er 1943 heiratete.
Fernau war einer der sechs verantwortlichen Redakteure für die Olympia Zeitung der Olympischen Sommerspiele 1936.

### SS-Kriegsberichterstatter
Nachdem Fernau 1939 zum Wehrdienst einberufen worden war, wurde er nach eigenen Angaben zur Waffen-SS versetzt. Seit Frühjahr 1940 war Fernau in SS-PK im Frontpropagandaeinsatz. Zum 1. August 1941 wurde er als Untersturmführer in die Waffen-SS aufgenommen (SS-Nummer 430.352), zum 20. April 1944 erreichte er den Rang eines SS-Obersturmführers. 1942 und 1943 berichtete er von der Ostfront. Fernaus Kriegsberichte wurden in zentralen Propagandamedien des Regimes wie Das Reich, Völkischer Beobachter oder Das Schwarze Korps veröffentlicht.
Fernau war Spezialist für Durchhalteartikel, die die Bereitschaft zur Kriegsverlängerung und den Glauben der Bevölkerung an eine positive Kriegswende, den sogenannten Endsieg, fördern sollten. So veröffentlichte er kurz nach der strategischen Niederlage der Wehrmacht bei Stalingrad am 4. April 1943 unter dem Obertitel Die Wende im Osten den Artikel Ungewissheit und Sieg in der Zeitung Das Reich, in dem er die Anfang März 1943 erfolgte Rückeroberung von Charkow durch die Waffen-SS-Einheit Leibstandarte SS Adolf Hitler heroisierend schilderte. Er begann mit „Die SS lag starr wie eine Barriere vor den sowjetischen Heerhaufen“ und endete mit „[…] der Feind flieht! Der Augenblick ist da; die große Wendung! Es ist kein Zweifel mehr! Endlich, endlich!“
Im Frühjahr 1944 wurde Fernau nach Frankreich versetzt. Unmittelbar nach der alliierten Landung am 6. Juni 1944 in der Normandie verfasste er für Radio Paris die Ansprache Das Geheimnis der letzten Kriegsphase. Er erklärte: „Der Sieg ist wirklich ganz nahe.“ Der Text erschien im Völkischen Beobachter vom 30. August 1944 und wurde in weiteren Zeitungen nachgedruckt und breit rezipiert. Die Journalistin Ursula von Kardorff notierte am 5. September 1944 in ihr Tagebuch die große Aufregung, die der Artikel des „PK-Manns“ Fernau wegen des Versprechens einer Wunderwaffe ausgelöst habe, mit der ganz England „in die Luft gesprengt“ werden könne. Der Artikel sei „überall im Umlauf“, „er wanderte tagelang von Hand zu Hand, und hier wurde er sogar den höheren Klassen in der Schule vorgelesen“, schrieb am 12. September 1944 Filmproduzent Ludwig Metzger an Ministerialrat Hans Fritzsche vom Propagandaministerium. Nachgedruckt wurde er etwa in: Feldblatt Posen. Zeitung des Wehrkreises XXI. Der PK-Berichterstatter Georg Schmidt-Scheeder erinnerte sich, dass im Februar 1945 ein Waffen-SS-Soldat ihn in einer aussichtslosen Lage mit Hilfe dieses Artikels auf eine angeblich bevorstehende Kriegswende einstimmte.
Victor Klemperer kommentierte in einem Tagebucheintrag vom 1. September 1944 den am 29. August auch in der Dresdner Zeitung erschienenen Artikel, dem er eine in derselben Ausgabe erschienene Meldung über die „gänzliche Aufgabe von Paris“ gegenüberstellt. Klemperer äußert in seiner Notiz Zweifel am Wahrheitsgehalt des fernauschen Artikels. Er kritisierte die von Fernau ausgegebene Parole als Durchhaltephrase: „Das ist das tollste, was man sich bisher geleistet. Populär geheimnisvoll. […] Immerhin: mit der Parole Zeit gegen Raum u. mit den geheimnisvollen Waffen hält man das Volk bei der Stange.“
Joseph Goebbels schätzte die Wirkung in einem Tagebucheintrag vom 16. September 1944 distanzierter ein: „[…] im Volke dagegen ist der Unmut und die Depression weiter am wachsen. […] Sehr viel Unheil hat der schon häufiger angeführte Artikel von Fernau angerichtet. Das Volk hat sich vorgestellt, daß wir in kürzester Zeit eine völlige Wendung des Kriegsbildes, vor allem durch unsere neuen Waffen, herbeiführen würden, und fühlt sich jetzt in seinen Hoffnungen direkt betrogen.“
Im Februar 1945 kam Fernau in ein Lazarett nach Baden-Baden.

### 1945–1988
Nach dem Ende der Zeit des Nationalsozialismus ging Fernau nach München, um dort als freier Schriftsteller und Journalist zu arbeiten. Zwischenzeitlich arbeitete er als Redakteur in Stuttgart.
In der Sowjetischen Besatzungszone wurde 1946 Fernaus zusammen mit Kurt Kayser und Johannes Paul verfasstes Afrika wartet. Ein kolonialpolitisches Bilderbuch (1942) auf die Liste der aus den Bibliotheken auszusondernden Literatur aufgenommen.
1952 erschien im Verlag Gerhard Stalling Deutschland, Deutschland über alles …, sein meistverkauftes Buch. Er publizierte zahlreiche weitere Bücher – unter anderem Die Genies der Deutschen oder Rosen für Apoll, einige davon Bestseller. Fernaus Gesamtauflage in den 1950er bis 1970er Jahren lag bei mehr als zwei Millionen Exemplaren. Seine Schriften sind Sachbücher zur Geschichte und werden der trivialen Unterhaltungsliteratur zugeordnet.
1954 erschien unter dem Pseudonym „John Forster“ ein „heiterer Band mit Flucht-Abenteuern deutscher Kriegsgefangener: ‚Heldentum nach Ladenschluß‘“ (Der Spiegel). Ab 1955 wurden vier Episoden unter Mitwirkung von Erik Ode, Wolfgang Becker, Harald Juhnke, Wolfgang Wahl, Ed Tracey verfilmt.
Fernaus Buch Und sie schämeten sich nicht … wurde 1958 veröffentlicht. Der Inhalt ist laut Klappentext „die zweitausendjährige Geschichte der Liebe in Deutschland sozusagen von Arminius bis Adenauer“. Es wurde 1968 unter dem Titel Komm nur, mein liebstes Vögelein verfilmt.
1959 wies Ascan Klée Gobert in einem Leserbrief an Die Welt auf die NS-Vergangenheit von Fernau hin. Seit der zweiten Hälfte der 1960er Jahre kam es zu vermehrter Kritik an Fernaus Haltung zum Nationalsozialismus. Otto Köhler schrieb 1966 eine Satire für pardon, in der er einen fiktiven Dialog zwischen Goebbels und Fernau wiedergab: Goebbels habe Fernau den Auftrag zu einem großen historischen Werk über Deutschland gegeben, das (so die Satire Köhlers) erst nach 1945 habe erscheinen können. Zu diesem Zeitpunkt war Köhler der zitierte Artikel im Völkischen Beobachter noch unbekannt. 1967 ordnete Peter Wapnewski den „Endsieg-Text“ aus dem Völkischen Beobachter in der Wochenzeitung Die Zeit in das Werk Fernaus ein. Günter Scholdt zählt die von Wapnewski betriebene Auseinandersetzung mit der NS-Vergangenheit Fernaus zu den beispielhaften öffentlichen Kontroversen, die die Demokratisierung der deutschen Nachkriegsliteratur bewirkten. Wapnewski hatte diesen Fernau-Artikel vor Kriegsende gelesen. Nun bewertete er ihn als „schändlichsten Durchhalteartikel dieses Krieges“. Er forderte Fernau auf, „das Handwerk des Schreibens zu lassen, die Kunst der Prophetie aufzugeben, vor der Geschichtsdeutung zu kapitulieren, das eigne Volk mit Bestandsaufnahmen künftig zu verschonen“. „Unbildung“, „schauderhaften Geschmack“, „Instinktlosigkeit“ und „Geschichtsfälschung“ warf Wapnewski Fernau vor.
Fernau antwortete in der Zeit, Propaganda sei nun eben sein Auftrag gewesen. Er wies alle Vorwürfe zurück, er habe „niemals gehetzt und nie ein verherrlichendes Wort über den Nationalsozialismus […] geschrieben.“ Und zwar, obwohl er „nicht freiwillig“ geschrieben habe, sondern gleichsam kriegszwangsverpflichtet gewesen sei. Der Sinn seines Endsieg-Appells sei gewesen, den französischen Widerstand gegen die deutsche Besatzung zu schwächen, den er als „Terror“ im „Partisanengebiet“ bezeichnete. Die Vorstellung von einem baldigen Kriegsende sollte durch die Behauptung der Fähigkeit zur Kriegsverlängerung erschüttert werden. Im Übrigen möge man ihn in Ruhe lassen. Verweise auf Wapnewski finden sich in der Folge in vielen Texten, die sich mit Fernau auseinandersetzen.
Disteln für Hagen erschien in der ersten Auflage 1966 bei Herbig. Sybil Gräfin Schönfeldt rezensierte es im gleichen Jahr für Die Zeit:
„Diese ‚Bestandsaufnahme der deutschen Seele‘ (so der Untertitel) findet in jenem Wagnerschen Opern-Walhall statt, das den Nazis schon so gut gefallen hatte, wie es den heutigen Bundesrepublikanern behagt: Heldischer Donnerschlag in sagenhafter Ferne klingt immer gut. Fernau ist recht, was Wagner billig war. Warum soll die deutsche Seele auch aus den Materialien der Gegenwart erklärt werden? Die Nibelungen, die gar keine ‚Deutschen‘ gewesen sind, die Schauplätze des Nibelungenliedes, die zum größten Teil garnicht [sic] in jenem Gebiet liegen, das seit 1870 Deutschland hieß, sind ja viel dekorativer und formbarer. […] Fernau seziert also der Deutschen Seele, indem er das Nibelungenlied nacherzählt und mit Zwischenbemerkungen interpretiert. Das klingt amüsant und liest sich so weg. Die pausenlos knatternden Kabarett-Gags lähmen allmählich das kritische oder gar historische Gefühl.“
Michael Schulte schrieb 1970 in der FAZ zu Fernaus Werk Brötchenarbeit, einer Zusammenstellung von Feuilletons und Filmdrehbüchern: „was sich hier unter dem Deckmantel spritziger Plauderei an reaktionärem Gedankengut verbirgt, ist schwer erträglich“. Ekkehardt Rudolph rezensierte in der evangelisch-konservativen Wochenzeitung Christ und Welt 1971 Fernaus Buch Cäsar läßt grüßen. Nach ausführlicher Zitierung kommentierte er: „In diesen Zitaten steckt eine Gesinnung, die reaktionär zu nennen euphemistisch wäre: mir erscheint sie antidemokratisch und demagogisch. Fast überflüssig zu sagen, daß zwischen den Zeilen ein Bekenntnis zum Führerprinzip ablesbar ist.“ 1977 erschien Rolf Beckers Rezension von Fernaus Halleluja. Die Geschichte der USA im Nachrichtenmagazin Der Spiegel. Becker macht „völkisch-bildungsbürgerliche Ressentiments“ aus: „So wie Fernau hier […] die amerikanische Indianervernichtung beschreibt und Hitler streift, ist wohl klar, wo die größeren Verbrechen zu sehen sind. Deutschland, so läßt er durchblicken, war an beiden Weltkriegen unschuldig. Was zwischen 1914 und 1945 geschah, ist ihm schlicht ‚Der dreißigjährige Krieg gegen Deutschland‘. Und eine Verpflichtung zur ‚Vergangenheitsbewältigung‘ kann man sich nur ‚einbilden‘ – sie führe dazu, daß die Deutschen (wie auch die Amerikaner) ‚sich entsprechend idiotisch benehmen‘.“
Kritisiert wurde die politische Ausrichtung seiner Darstellungen. So beschrieb das Killy Literaturlexikon ihn 1989 als „umstritten“. In seinen Büchern finde sich „eine latente völkisch-nationale Geschichtskonzeption“. Exemplarisch sei sein Buch Deutschland, Deutschland über alles. Von Arminius bis Adenauer. Er bemühe sich „um des Lesers Einverständnis im Sinne eines ‚gesunden Volksempfindens‘“. Er biete einen „historischen Bilderbogen“ an, der „rassistische und antidemokratische Stereotype subtil bestätigt“. „Unterschwellig provoziert diese suggestive Erzählstrategie ein Bedauern über den Verlust des nationalen Mythos vom Großdeutschen Reich.“
Ähnlich urteilte 1973 die Literaturwissenschaftlerin Christa Bürger: „Deutschland, Deutschland über alles […] stellt insofern einen neuartigen Versuch der ‚Geschichtsschreibung‘ dar, als der Autor es versteht, eine reaktionäre, ja faschistoide Konzeption witzig vorzutragen.“ Die „faschistischen Tendenzen des Autors“ zeigten sich „an vielen Stellen“. Das beinhalte als „politische Tendenz des Buches“ die „Ablehnung der Demokratie“. Generell charakterisiere sein Buch „die These von der Verschwörung des Auslands gegen Deutschland, die Ideologie der großen historischen Persönlichkeit, die Abwertung sozialer und demokratischer Prinzipien und Errungenschaften, die Verharmlosung der Naziverbrechen, ein undifferenzierter Kulturpessimismus, Rassismus etc. – in einer harmlos witzigen Aufmachung“. Seine Ironie diene als Mittel zur Verbreitung „reaktionärer Ideologien“. Mit diesem Angebot entspreche Fernau dem Erwartungshorizont „in den kleinbürgerlichen Mittelschichten“. Die Aussage bezog sich auf die von der NS-Erlebnisgeneration bestimmte postnationalsozialistische Gesellschaft.
Fernau schrieb auch Lyrik (Suite Nr. 1). Mit dem Gedichtband habe Fernau, so Der Spiegel, „den modernistischen ‚Mördern der deutschen Lyrik einen Kartätschenschuß nachsenden‘ wollen.“ (Zitat im Zitat: Fernau) Die Deutsche Zeitung stellte fest, er „hätte doch lieber zur Artillerie gehen sollen“.

### Postume Rezeption
Die Publizisten Otto Köhler und Hans Sarkowicz beschrieben in den Jahren 1994 und 1995 kritisch die NS-Propagandatätigkeit Fernaus im Nationalsozialismus und setzten sie in Beziehung zu seinen Nachkriegspublikationen und der Politik seiner Verleger.
Die Germanistin und Mediävistin Nine Miedema interpretiert 1999 Fernaus Darstellung des Hagen in Disteln für Hagen. Bestandsaufnahme der deutschen Seele als unangemessen.
„Fernau missbraucht den mittelalterlichen Erzählstoff, um seine Deutung des Menschen, speziell des Deutschen zu geben, wie dieser angeblich immer schon gewesen sei. Dies irritiert bei Fernau vor allem deswegen, weil er (trotz seiner dem Mittelalter unangemessenen Interpretation des Textes) mehrfach gegen ‚die‘ Germanisten polemisiert und vorgibt, er sei der erste, der das ‚Nibelungenlied‘ richtig verstehe.“ „Er [Fernau] möchte, daß Hagen nicht als ‚der letzte, der aufrecht stehend fällt‘ betrachtet wird, sondern als derjenige, der aus Haß und aus Neid vernichtet, aus Unfähigkeit, Siegfried in seiner Überlegenheit zu akzeptieren; er versteht Hagen als ‚das Prinzip selbst. Er lebt in der reinen, der tödlichen leeren Ideologie.‘“
Miedema verweist im Anschluss darauf, dass Hagens Gegenspieler Siegfried in der NS-Rezeption als der deutsche Held schlechthin galt, was bis zur Dolchstoßlegende gereicht habe. Fernau habe bei der Beschreibung Hagens auch dessen äußere Erscheinung als Gegenbild zu Siegfried benutzt: „… die Lippen [Hagens] noch halb geöffnet, so daß man die Reihen seiner kleinen Rafferzähne sehen konnte“.
In einem Rückblick auf die 1970er Jahre beschrieb Jessica Gienow-Hecht 2006 in der American Historical Review Fernau als damals „Deutschlands polemischsten konservativen Kritiker“ und als Apokalyptiker. Sein Buch Halleluja. Die Geschichte der USA nannte sie als Beispiel für damaligen westdeutschen Antiamerikanismus und zitierte die Fernau-Prognose, ein „Sieg“ des „Amerikanismus“ werde „die menschliche Rasse innerhalb 150 Jahren vernichten“. In einem 2013 in den USA erschienenen Aufsatz über „Deutsche Heimat“ in Afrika gilt er der Autorin Willeke Sandler unter Verweis auf das 1942 veröffentlichte Buch Afrika wartet als Beispiel kolonialistischer NS-Sicht auf den Kontinent und seine Bewohner.
Der Literaturwissenschaftler Thomas Anz bescheinigt 2008 Fernaus War es schön in Marienbad. Goethes letzte Liebe von 1982, es handle sich um „Klassikerheldenverklärungskitsch aus der Tradition des 19. Jahrhunderts“.
Zu seinem 100. Geburtstag 2009 erlebte Fernau im rechtsextremen Spektrum eine Renaissance. Götz Kubitschek, der Inhaber des neurechten Verlags Antaios, gab 2009 eine Biographie mit Bildern und Texten von Fernau heraus. In dem bei Antaios herausgegebenen Gesprächsband „Tristesse Droite. Die Abende von Schnellroda“ (2015) zitierte Martin Lichtmesz Fernau mit dem Satz „Handeln Sie so, als ob Ihre eigene Integrität den Zerfall der Welt, das Chaos aufhalten könnte“.
Für den NS- und Antisemitismusforscher Wolfgang Benz blieb „der feinsinnige Erfolgsautor der sechziger und siebziger Jahre“, der als SS-Kriegsberichterstatter „mit Durchhalteartikeln über Hitlers Wunderwaffen aufgefallen“ war, „auch nach 1945 rechts außen“.

## Kunstsammler
Fernau betätigte sich auch als Kunstsammler. 1996 vermachte seine Witwe Gabriele Fernau im Rahmen einer Schenkung der Klassik Stiftung Weimar sechzehn Alte-Meister-Bilder des 14. bis 17. Jahrhunderts. Die künftigen Exponate sollten nach und nach restauriert und im Weimarer Stadtschloss ausgestellt werden.  Die 2005 als „Sammlung Fernau“ ausgestellten Arbeiten wurden in die vorhandenen Bestände altdeutscher und niederländischer Malerei eingeordnet.

## Schriften (Auswahl)
- Afrika wartet. Ein kolonialpolitisches Bilderbuch. Hrsg. mit Kurt Kayser & Johannes Paul. Rütten & Loening, Potsdam 1942. Hrsg. im Auftrag des 1936 gegründeten Reichskolonialbundes.[46]
- Das Geheimnis der letzten Kriegsphase. In: Völkischer Beobachter. Nr. 243 vom 30. August 1944. S. 2.
- unter Pseudonym John Forster: Geheimnis im Moor: Ein ungewöhnlich spannender Kriminalroman. Kauka Verlag, München 1950
- „Deutschland, Deutschland über alles …“ Von Arminius bis Adenauer. Verlag Gerhard Stalling, Oldenburg 1952.
- Abschied von den Genies. Die Genies der Deutschen und die Welt von morgen. Stalling, Oldenburg 1953 (später veröffentlicht als Die Genies der Deutschen).
- Fibel der Demokratie. Ein Buch für solche, die viel fragen, und solche, die viel antworten müssen. Lange, Duisburg 1953.
- Und sie schämeten sich nicht. Herbig, Berlin 1958.
- Rosen für Apoll. Die Geschichte der Griechen. Herbig, Berlin 1961. (Viele weitere Auflagen, 32. Aufl. Herbig 2007.)
- Weinsberg oder Die Kunst der stachligen Liebe. Herbig, Berlin 1963.
- Disteln für Hagen. Bestandsaufnahme der deutschen Seele. Herbig, Berlin 1966. (12. Aufl. Herbig 2009).
- Der Gottesbeweis. Econ, Düsseldorf 1967.
- Wie es Euch gefällt. Eine lächelnde Stilkunde, Goldmann, München 1969.
- Brötchenarbeit. Herbig, Berlin u. a. 1970.
- Cäsar lässt grüßen. Die Geschichte der Römer. Herbig, Berlin u. a. 1971.
- Ein Frühling in Florenz. Roman, Herbig, München u. a. 1973.
- Halleluja. Die Geschichte der USA. Herbig, München/Berlin 1977; viele weitere Auflagen, 8. erweiterte Herbig 2004, ISBN 3-7766-2159-1.
- Die Gretchenfrage. Variationen über ein Thema von Goethe. München u. a. 1979, ISBN 3-7766-0895-1.
- Sprechen wir über Preußen. Die Geschichte der armen Leute. Herbig, München u. a. 1981. ISBN 3-7766-1146-4.
- War es schön in Marienbad. Goethes letzte Liebe. Herbig, München u. a. 1982, ISBN 3-7766-0895-1.
- Guten Abend, Herr Fernau. Herbig, München u. a. 1984, ISBN 3-7766-1321-1.
- Und Er sah, daß es gut war. Das Alte Testament erzählt. München u. a. 1989, ISBN 3-7766-1582-6. (postum erschienen).

## Archivalien
- Teilnachlass Joachim Fernau in der Münchener Stadtbibliothek
- Handschriftliche Notizen, Erläuterungen, Aufzeichnungen zur letzten Kriegsphase von SS-Kriegsberichter Joachim Fernau (Abschrift) im Nachlass von Ernst Baumann (Prof. Dr. med., Privatdozent und Honorarprofessor Universität Bern, Chefarzt, Major) im Archiv für Zeitgeschichte der ETH Zürich
- Schriftwechsel mit Benno H. Schaeppi im Nachlass von Benno H. Schaeppi im Archiv für Zeitgeschichte der ETH Zürich